# Бжезины (Олесненский повет)
Бжези́ны (пол. Brzeziny) — село в Польше в гмине Прашка Олесненского повета Опольского воеводства.

## География
Село находится в 6 км от административного центра гмины города Прашка, 17 км от административного центра повета города Олесно и 56 км от центра воеводства Ополе.

## История
В 1975—1998 годах село входило в Ченстоховское воеводство.